# Mora (Minnesota)
Mora è una città degli Stati Uniti d'America situata nel centro dello Stato del Minnesota. È il capoluogo della Contea di Kanabec. Deve il suo nome a alcuni immigrati scandinavi che fondarono la città che le diedero il nome della città di provenienza, Mora in Svezia.

## Geografia fisica
Le coordinate geografiche di Mora sono 42°52′37″N 93°17′38″W (35,278429, -93,136820). La città ha una superficie di 13,65 km², di cui 12,95 occupati da terra e 0,70 da acqua.

## Infrastrutture e trasporti
- Minnesota State Highway 23
- Minnesota State Highway 65

## Società

### Evoluzione demografica
Al censimento del 2010, risultarono 3 571 abitanti, 1513 nuclei familiari e 857 famiglie residenti in città. Ci sono 1471 alloggi con una densità di 138.9/km². La composizione etnica della città è 96.1% bianchi, 0.8% neri o afroamericani, 1.28% nativi americani, 0.3% asiatici, 0.05% originari delle isole del Pacifico, 0.3% di altre razze e 2.2% ispanici e latino-americani. Dei 1513 nuclei familiari il 28.1% ha figli di età inferiore ai 18 anni che vivono in casa, 37.6% sono coppie sposate che vivono assieme, 13.4% è composto da donne con marito assente, e il 43.4% sono non-famiglie. Il 37.8% di tutti i nuclei familiari è composto da singoli 20.3% da singoli con più 65 anni di età. La dimensione media di un nucleo familiare è di 2.21 mentre la dimensione media di una famiglia è di 2.67. La suddivisione della popolazione per fasce d'età è la seguente: 23.4% sotto i 18 anni, 8.4% dai 18 ai 24, 23% dai 25 ai 44, 23.3% dai 45 ai 64, e il 21.8% oltre 65 anni. L'età media è di 39.6 anni. Per ogni 100 donne ci sono 84.6 maschi. Per ogni 100 donne sopra i 18 anni, ci sono 80.7 maschi.